# المركبة المدارية لأقمار المشتري الجليدية
المركبة المدارية لأقمار المشتري الجليدية (بالإنجليزية: The Jupiter Icy Moons Orbiter)‏، ويُختصر إلى جيمو (JIMO)، كانت مركبةً فضائيةً مُقترحةً تابعة لناسا صُممت بغرض استكشاف الأقمار الجليدية التابعة لكوكب المشتري. استهدفت هذه المهمة المقُترحة القمر أوروبا بشكل رئيسي، إذ يُعتقد وجود محيطات من المياه السائلة التي قد تدعم وجود الحياة الفضائية. يعتقد العلماء الآن أيضًا أن قمري المشتري، غانيميد وكاليستو، يحتويان على محيطات سائلة من المياه المالحة أسفل قشرتهما الجليدية، وقد تهتم هذا المركبة الفضائية أيضًا باستهدافهما خلال البعثة.

## مركبة جيمو الفضائية

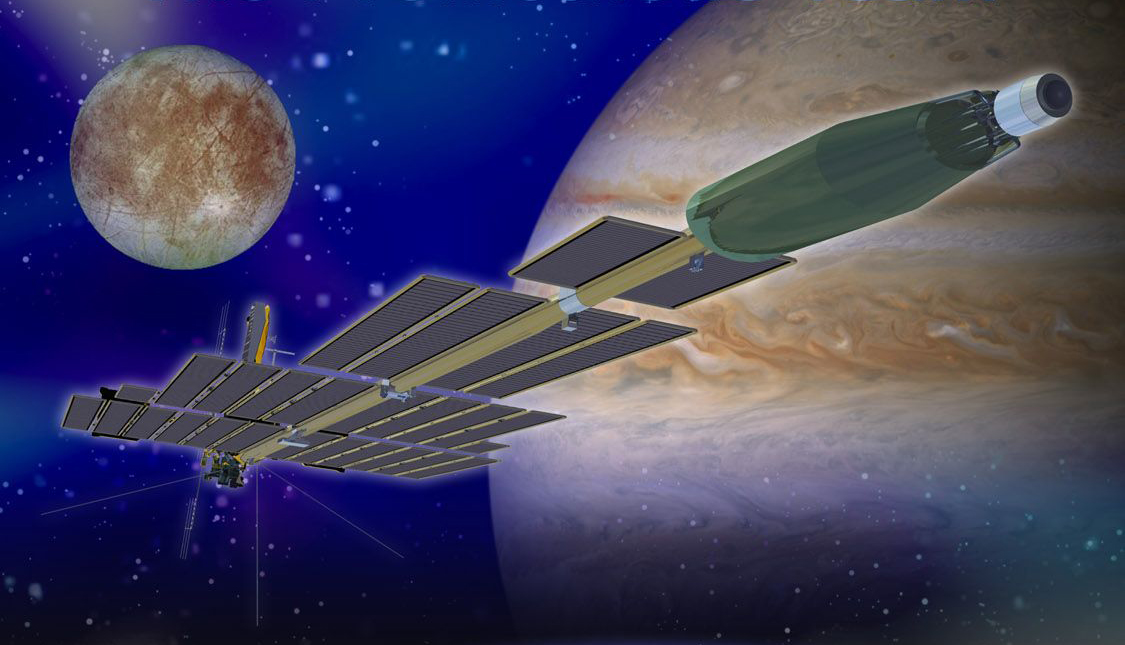
المنظر الأمامي للمركبة الفضائية جيمو

كان من المُقدر لجيمو أن تُزود بعدد كبير من المميزات الثورية. خُطط لجيمو أن تعتمد على أنظمة الدفع الأيوني، خلال رحلتها إلى المشتري، باستخدام نظام الدفع الكهربي عالي القوة أو محرك من النوع نيكسيس (NEXIS)، مع مفاعل نووي اندماجي صغير لإنتاج الطاقة. ستُستغل دورة برايتون لتحويل الطاقة لتحول الطاقة الحرارية الناتجة عن المفاعل إلى طاقة كهربية. توقع العلماء أن يساعد هذا المفاعل في إرسال نظام راداري كامل مُخترِق للثلوج مع استخدام جهاز إرسال للبيانات بعرض نطاق مرتفع؛ لأنه قادر على إنتاج طاقة كهربية تصل إلى 1000 مرة من الطاقة الكهربية التي يمكن أن تنتَج بواسطة أنظمة الطاقة القائمة على بطاريات النظائر المشعة أو خلايا الطاقة الشمسية التقليدية.
ستتمكن هذه المركبة من الذهاب والمغادرة من مدارها حول أقمار المشتري، باستخدام أنظمة الدفع الكهربي المكونة من 8 محركات أيونية بالإضافة إلى بعض الدوافع المعتمدة على تأثير هول بأحجام مختلفة، ما سيخلق بيئة شاملة للرصد والتخطيط أكثر مما هو موجود بأي مركبة فضائية أخرى في الوقت الحالي، والتي كانت مضطرة للقيام ببعض مناورات التحليق القصيرة بالقرب من أهدافها بسبب التقيد بكمية وقود محدودة لمثل هذه المناورات.
خُطط لتصميم المفاعل ليكون بمقدمة المركبة الفضائية خلف درع قوي للإشعاعات لحماية المعدات الحساسة بالمركبة. يبدأ تشغيل المفاعل في اللحظة التي تغادر فيها المركبة مدار كوكب الأرض، بهدف تقليل كمية النويدات المشعة الموجودة على متن المركبة عند إطلاقها إلى المدار. ويعتبر هذا النظام أكثر أمانًا من أنظمة بطاريات النظائر المشعة المستخدمة في المركبات الفضائية بالبعثات السابقة المتجهة إلى خارج المجموعة الشمسية.
اقتُرح لبعثة المركبة الهابطة على القمر أوروبا أن ترسل مركبة هابطة صغيرة تعمل بالطاقة النووية إلى القمر أوروبا، على متن مركبة جيمو الفضائية. ستسافر هذه المركبة الهابطة على متن جيمو، وستعمل أيضًا خلال الرحلة باعتبارها محطة لنقل الاتصالات بين جيمو والأرض. ستعمل هذه المركبة الهابطة على استكشاف قابلية أوروبا للسكن، وتقييم حالة الأحياء الفلكية هناك من خلال التأكد من وجود المياه داخل وأسفل قشرته الجليدية، مع تحديد خصائصها.
اختيرت شركة نورثروب غرومان يوم 20 سبتمبر عام 2004 لتوقيع عقد التصميم الأولي للمركبة بنحو 400 مليون دولار، بعد تفوقها على شركتي لوكهيد مارتن وبوينغ للدفاع والفضاء والأمن. كان مخططًا لهذا العقد أن يستمر حتى عام 2008. وخُطط أيضًا لتوقيع بعض العقود الأخرى لاحقًا لتغطية مهام تشييد المركبة وبعض الأدوات الفردية الأخرى.

## مواصفات التصميم الأولي

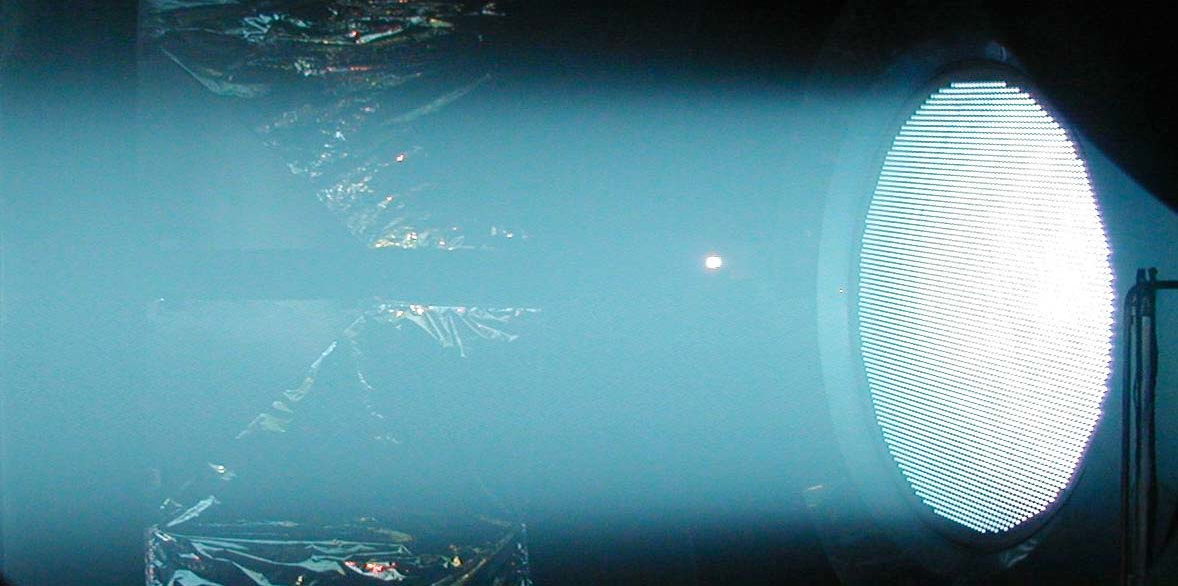
اختبار لمحرك أيوني يحمل اسم "النظام الكهربائي النووي لأيونات الزينون" (Nuclear Electric Xenon Ion System (NEXIS)، في 2005)

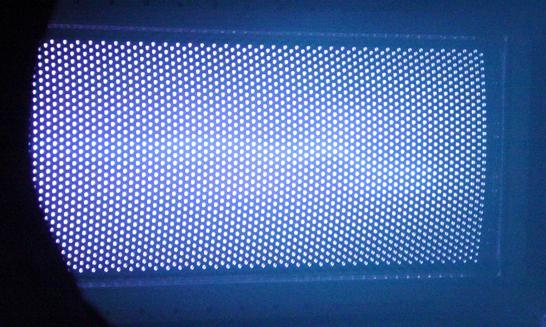
اختبار لمحرك أيوني يحمل اسم "الدفع الكهربائي عالي القدرة" (High Power Electric Propulsion (HiPEP)، في 2003)

- الكتلة الإجمالية عند المدار الأرضي المنخفض: 36375 كيلوغرامًا
- كتلة مادة الزينون الدافعة: 12000 كيلوغرام
- كتلة وحدة المفاعل: 6182 كيلوغرامًا
- الكتلة الصافية للمركبة الفضائية: 16193 كيلوغرامًا
- كتلة الحمولة العلمية: 1500 كيلوغرام
- المولدات التوربينية للتيار الكهربي المتردد: مولدات متعددة بقدرة 104 كيلوواط
- مساحة سطح المشعاع عند إخراجه: 422 مترًا مربعًا
- المحركات الأيونية الكهربية من نوع هرقل: عدة محركات عالية الكفاءة بقدرة 30 كيلوواط، واندفاع نوعي يصل إلى 7000 ثانية (69 كيلونيوتن. ثانية لكل كيلوغرام).
- المحركات من نوع هول: محركات عالية الطاقة، ذات دفع أعلى.
- حلقة الاتصال عن بعد: 10 ميغابت لكل ثانية (أربعة مضخمات من نوع صمام الموجة الراحلة TWTA، وقدرة كل مضخم 250 واطًا).
- الحجم عند الانتشار: الطول 58.4 مترًا × العرض 15.7 مترًا
- الحجم أثناء التخزين داخل مركبة الإطلاق: الطول 19.7 مترًا × العرض 4.57 مترًا
- عمر استمرار البعثة: 20 عامًا
- تاريخ الإطلاق: 2017
- مركبة الإطلاق: الصاروخ دلتا 4 الثقيل
- التكلفة: 16 مليار دولار باستثناء تكاليف الإطلاق.[5]

## الدفع النووي
اقتُرح لبعثة جيمو أن تحتوي على صاروخ نووي كهربائي لمهمتها المستمرة لفترة طويلة، مع إنتاج طاقة كهربية باستخدام نظام نووي انشطاري صغير بقدرة 200 كيلوواط. بدأ تنفيذ برنامج الدفع النووي بين عامي 2003 إلى 2005 بواسطة قسم مفاعلات القوات البحرية التابع لوزارة الطاقة الأمريكية.
كان النظام المقترح عبارة عن مفاعل نووي غازي التبريد مع نظام معتمد على دورة برايتون لتحويل الطاقة لتوليد نحو 200 كيلوواط من الطاقة الكهربية على أقصى تقدير خلال العمر الطويل لمركبة جيمو الفضائية.

## خط سير البعثة

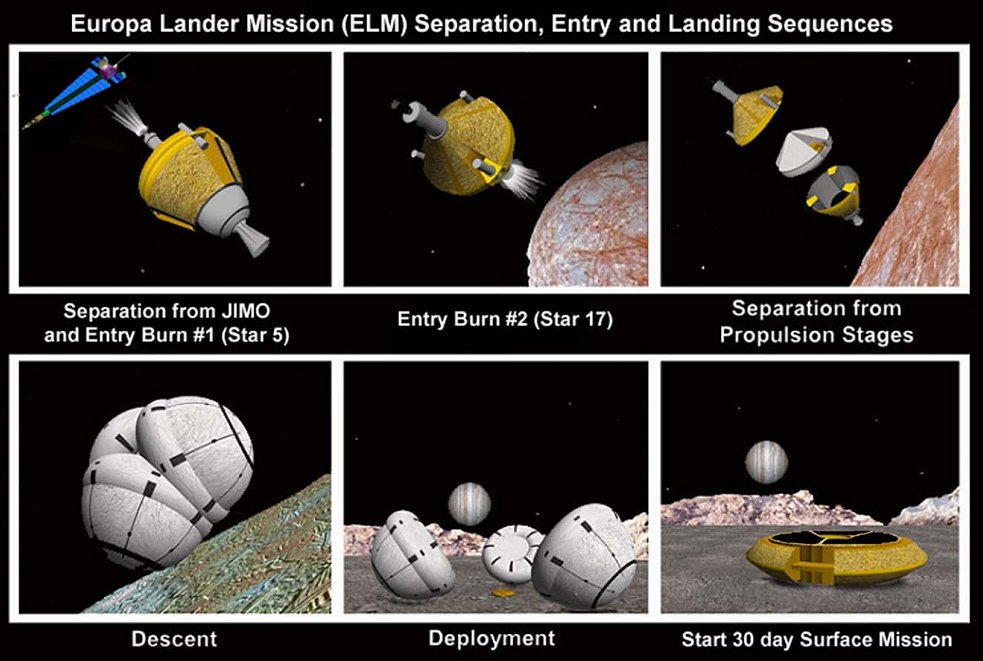
تَصَوُّر بعثة المركبة الهابطة على القمر أوروبا، نحو 2005 (مصدر الصورة من ناسا)

خُطط تنفيذ ثلاث عمليات إطلاق في مايو عام 2015 إلى مدار أرضي منخفض بهدف تجميع مرحلتي الانتقال إلى المشتري والمسبار. صُممت مرحلتا الانتقال لإطلاق المسبار في مساره إلى كوكب المشتري من المدار الأرضي المنخفض خلال فترة إطلاق ممتدة من أواخر شهر أكتوبر عام 2015 حتى منتصف شهر  يناير عام 2016. ستنتشر الهياكل الرئيسية للمسبار خلال الشهر الأول من الرحلة، وسيُشغل المفاعل النووي، مع اختبار أنظمة الدفع. ستستمر الرحلة بين الكوكبية حتى شهر أبريل عام 2021، ومن المفترض أن تعمل المحركات الأيونية لمدة تصل إلى ثلثي وقت الرحلة.
ستكون الملاحة أكثر تعقيدًا وصعوبة بمجرد دخول المسبار في منطقة تأثير جاذبية كوكب المشتري. وسيضطر المسبار إلى الاعتماد على مناورات المساعدة بالجاذبية للدخول في المدار.
خُطط للمسبار أن يبدأ بدراسة القمر كاليستو، ثم القمر غانيميد لمدة ثلاثة أشهر لكل قمر، ثم يتجه لدراسة القمر أوروبا في النهاية لمدة شهر واحد، وخطط أيضًا للمسبار أن يدرس القمر آيو إذا سمحت الظروف المدارية بذلك.
المركبة الفضائية كانت من المفترض أن تدخل في مدار مستقر حول القمر أوروبا بعد انتهاء مهمتها في شهر سبتمبر عام 2025.

## الإلغاء
فقد مشروع هذه البعثة تمويله عام 2005، وهو ما أدى إلى إلغاء بعثة جيمو، بسبب تغير أولويات وكالة ناسا واتجاهها للاهتمام بالبعثات المأهولة. وتعتبر التقنيات النووية ضمن المشاكل الأخرى بهذه البعثة، إذ كانت تعتبر تقنيات طامحة جدًا، بالإضافة أيضًا إلى معمارية البعثة التي تتضمن الإطلاق المتعدد وتجميع المركبة داخل المدار.
كانت بعثة جيمو في طور التخطيط الأولي عند إلغائها، ولم يكن متوقعًا وقتها أن تُطلق البعثة قبل عام 2017. وكانت هذه البعثة أول بعثة مقترحة ضمن مشروع بروميثيوس الخاص بناسا، وهو برنامج يسعى لتطوير المفاعلات النووية الانشطارية لتستخدم في أنظمة دفع المركبات الفضائية.

### البدائل المقترحة اللاحقة
خططت وكالة ناسا، بعد إلغاء بعثة جيمو، بعثةً مشتركة مع وكالة الفضاء الأوروبية إلى أقمار كوكب المشتري، وهي بعثة نظام أوروبا المشتري - لابليس. أُلغيت هذه البعثة المقترحة أيضًا عام 2011. استمرت وكالة الفضاء الأوروبية بعد ذلك في العمل على هذا التصميم، واختارت بعثة مستكشف أقمار المشتري الجليدية (JUICE) للتمويل يوم 2 مايو عام 2012 من بين البعثات الثلاثة المرشحة. ستعمل بعثة جوس على دراسة أقمار المشتري أوروبا، وكاليستو، وغانيميد وستُطلق باعتبارها بعثةً تابعة لوكالة الفضاء الأوروبية من الفئة الضخمة L في عام 2022 على متن الصاروخ أريان 5.
أصبحت البعثة أوروبا كليبر بعثة ناسا الرئيسية للقمر أوروبا خلال أواخر العقد 2010، ولكن مع اختلاف واضح عن بعثة جيمو، إذ إنها ستعتمد على الطاقة الشمسية خلال رحلتها، وستقوم فقط ببعض مناورات التحليق بالقرب من القمر بدلًا من الدخول في مدار حوله.